# Глибоке (Шадрінський район)
Глибо́ке (рос. Глубокое) — село у складі Шадрінського району Курганської області, Росія. Адміністративний центр Глибокинської сільської ради.
Населення — 526 осіб (2010, 550 у 2002).
Національний склад станом на 2002 рік: росіяни — 96 %.